# It's a Grand Old Nag
 (juin 2021).
Si vous disposez d'ouvrages ou d'articles de référence ou si vous connaissez des sites web de qualité traitant du thème abordé ici, merci de compléter l'article en donnant les références utiles à sa vérifiabilité et en les liant à la section « Notes et références ».
It's a Grand Old Nag est un cartoon de Charlie Horse réalisé par Bob Clampett et sorti en 1947.